# Dongbu Xiang (socken i Kina)
Dongbu Xiang (kinesiska: 董堡, 董堡乡) är en socken i Kina. Den ligger i provinsen Yunnan, i den sydvästra delen av landet, omkring 280 kilometer sydost om provinshuvudstaden Kunming. Antalet invånare är 20 903. Befolkningen består av 9 766 kvinnor och 11 137 män. Barn under 15 år utgör 25,0 %, vuxna 15-64 år 66 %, och äldre över 65 år 7,0 %.
Genomsnittlig årsnederbörd är 1 540 millimeter. Den regnigaste månaden är juni, med i genomsnitt 311 mm nederbörd, och den torraste är februari, med 11 mm nederbörd.